# بوزویوک، کامیلیایلا
بوزویوک (به ترکی استانبولی: Camiliyayla) یک منطقهٔ مسکونی در ترکیه است که در بوزویوک واقع شده‌است. بوزویوک ۲۷ نفر جمعیت دارد.